# Éphèbe se couronnant lui-même
Le Jeune homme se couronnant lui-même, connu aussi sous le nom d’Autostéphanouménos, est un fragment de 48 cm de haut d'une stèle votive grecque d'époque classique, sculptée en bas-relief et conservée au Musée national archéologique d'Athènes, sous le numéro d'inventaire 3344.
L'éphèbe, probablement un jeune athlète victorieux, porte la main à son front pour se couronner. La couronne métallique était sertie dans le marbre par neuf ou dix trous de fixation.
Le visage est présenté de profil et le torse de trois quarts.
Les cheveux forment des boucles courtes qui couvrent les oreilles jusqu'à la nuque, tout en étant noués par un ruban passant autour de la tête. La poitrine et les bras sont représentés selon l'idéal de l'époque. La scène était peinte d'un bleu profond, comme le montrent des restes de peinture.
La stèle a été trouvée en 1915 au temple de Poséidon au cap Sounion.
Elle est datée des années -460/-450.

## Sources
- (el) Nicolaos Kaltsas,  Musée national archéologique, sculptures, Kapon, Athènes, 2001 (Νικόλαος Καλτσάς : Εθνικό Αρχαιολογικό Μουσείο: Τα γλυπτά., Athènes, Καπόν 2001)  (ISBN 960-7037-09-X)